# イオンスタイル豊田
イオンスタイル豊田（イオンスタイルとよた）は、愛知県豊田市広路町にある、イオンリテール株式会社運営のショッピングセンターである。

## 概要

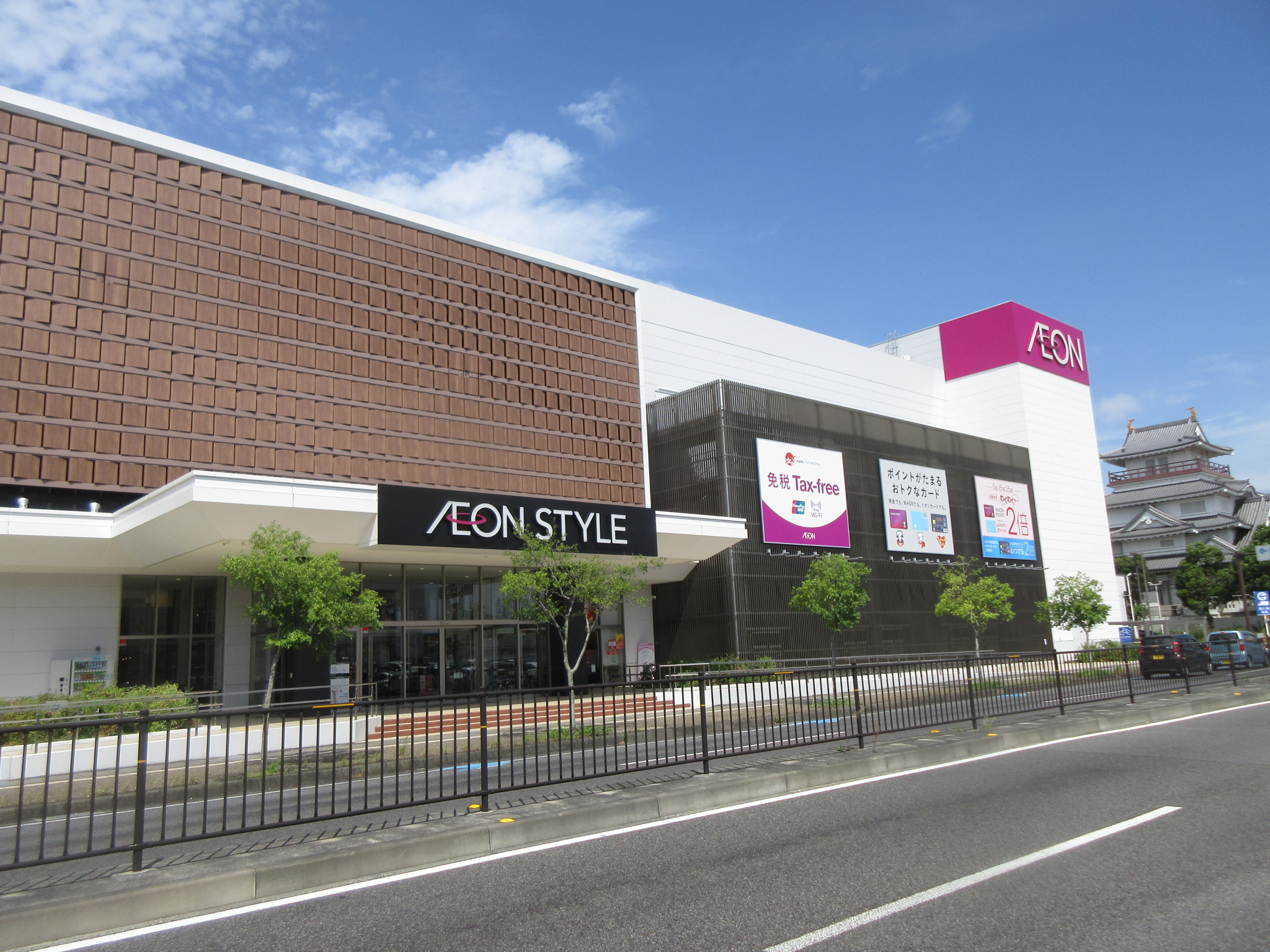
イオンスタイル豊田。右側の城は、札幌かに本家豊田城店。

1975年（昭和50年）にジャスコ豊田店として開業した郊外型SCである。
2011年（平成23年）3月1日に運営会社の合併に伴い「イオン豊田店」に改称した後、2015年（平成27年）8月31日をもって、旧建物の老朽化に伴った建て替えのため一旦閉店した。
新店舗の詳細については閉店当時不明であったが、同年10月9日に「イオン新豊田店」（仮称）として当店跡地に建設すると発表。2017年（平成29年）春～夏にオープンする予定だったが当初より遅れて、同年9月7日にオープンした。また、店舗名称も「イオン豊田店」から「イオンスタイル豊田」に変更された。
建て替え後のイオンスタイル豊田では、食品売場の24時間営業は実施していない。
地元では、ジャスコ時代の名残で「豊ジャ」（豊田のジャスコの意）と呼ばれることがある。

## 沿革
- 1975年（昭和50年）7月8日 - ジャスコ豊田店として開業[5]。
- 2011年（平成23年）3月1日 - イオン豊田店に改称。
- 2015年（平成27年）8月31日 - 一時閉店。
- 2017年（平成29年）9月7日 - イオンスタイル豊田として再開業[2]。

## フロア構成
「イオンスタイル豊田」としての再開業時のフロア構成は以下の通りとなっている。詳細は公式サイトを参照。
| 階  | フロア概要                                        |
| R階 | 屋上駐車場                                        |
| 3階 | リビング用品・キッズのフロア                      |
| 2階 | スポーツ・ファッション・ヘルス&ビューティのフロア |
| 1階 | 食品・リカー・調理用品のフロア                    |

### イオン豊田店時代
| 階   | フロア概要                           |
| 3階  | 子供服・ホビー・カルチャー           |
| 2階  | 紳士服・リビング用品・ダイニング用品 |
| 1階  | 食品・婦人服                         |
| 地階 | 地下駐車場                           |